# کاتیا کیشوک
یکاترینا "کاتیا" کیشوک (به روسی: Екатерина "Катя" Кищук) (زاده ۱۳ دسامبر ۱۹۹۳) خواننده و مدل روس است که بیشتر به خاطر عضویت در گروه سربرو شناخته می‌شود.